# Distrikt Lyantonde
Lyantonde ist ein Distrikt im südlichen Zentraluganda. Er ist nach seiner Hauptstadt Lyantonde benannt, wo sich seine Hauptverwaltung befindet.

## Geografie
Lyantonde wird von dem Distrikt Sembabule im Norden und Nordosten, dem Distrikt Lwengo im Osten, dem Distrikt Rakai im Süden und dem Distrikt Kiruhura im Westen begrenzt. Die Hauptstadt des Distrikts, Lyantonde, liegt etwa 78 Kilometer westlich der Stadt Masaka, der größten Metropole in der Region.

## Geschichte
Der Distrikt besteht aus einer Grafschaft, dem Kabula County. Vor 2007 war Kabula County ein Teil des Distrikts Rakai. Im Jahr 2007 wurde der Landkreis vom Distrikt Rakai abgespalten und erhielt den Status eines autonomen Distrikts.

## Bevölkerungsentwicklung
Im Jahr 1991 schätzte die nationale Volkszählung die Bevölkerung des Distrikts auf etwa 53.100 Einwohner. Bei der nächsten Volkszählung im Jahr 2002 wurde die Bevölkerung des Distrikts Lyantonde auf etwa 66.000 Einwohner geschätzt, mit einer jährlichen Bevölkerungswachstumsrate von 1,9 %. Im Jahr 2012 wurde die Kreisbevölkerung auf etwa 80.200 Einwohner geschätzt.

## Wirtschaft
Die Landwirtschaft ist die Haupteinnahmequelle des Lebensunterhalts für die Bevölkerung im Distrikt Lyantonde. Eine Vielzahl von Nutzpflanzen wird in dem Distrikt angebaut, sowohl für den Unterhalt als auch für wirtschaftliche Zwecke. Zu den angebauten Pflanzen gehören: Ananas, Vanille, Tabak, Kaffee, Süßkartoffeln, Mais, Kartoffeln, Bohnen, Tomaten, Bananen, Matoke, Maniok, Hirse, Reis, Maracuja, Mangos und Sorghumhirsen.
Rinder sind das Hauptvieh in der Tierzucht, das von den Bauern in Lyantonde gehalten wird. Es gibt im Distrikt schätzungsweise 83.700 Rinder. Andere Zuchttiere sind Ziegen, Schafe, Schweine und Geflügel.

## Gesundheit
Der Distrikt hat mit schweren Krankheiten und Epidemien zu kämpfen. Zu den häufigsten Herausforderungen gehören Malaria, AIDS, Müttersterblichkeit, Kindersterblichkeit, Durchfall und Atemwegsinfektionen. In dem Distrikt gibt es nur ein größeres Krankenhaus, das sich in der Hauptstadt befindet.